# Clinopogon congressus
Clinopogon congressus är en tvåvingeart som först beskrevs av Walker 1861.  Clinopogon congressus ingår i släktet Clinopogon och familjen rovflugor. Inga underarter finns listade i Catalogue of Life.